# 28130 Troemper
28130 Troemper è un asteroide della fascia principale. Scoperto nel 1998, presenta un'orbita caratterizzata da un semiasse maggiore pari a 2,3616305 UA e da un'eccentricità di 0,1298081, inclinata di 3,97197° rispetto all'eclittica.